# 검은꼬리털난쟁이호저
검은꼬리털난쟁이호저(Coendou melanurus)는 아메리카호저과에 속하는 설치류의 일종이다. 브라질과 콜롬비아, 에콰도르, 프랑스령 기아나, 가이아나, 수리남 그리고 베네수엘라에서 발견된다. 이전에는 난쟁이호저속(Sphiggurus)으로 분류하기도 했으나, 유전학 연구를 통해 다계통군으로 밝혀짐에 따라 더 이상 난쟁이호저속은 인정하지 않고 있다. 근연종은 부분탈색털난쟁이호저와 갈색털난쟁이호저 그리고 줄무늬난쟁이호저이다.